# Kurzen Trechow
Kurzen Trechow ist ein Ortsteil der Gemeinde Bernitt, der wie die Gemeinde vom Amt Bützow-Land mit Sitz in der Stadt Bützow im Landkreis Rostock in Mecklenburg verwaltet wird.

## Geografie und Verkehrsanbindung
Der Ort liegt südöstlich des Kernortes Bernitt. Westlich liegt der Trechower See.

## Geschichte
Das Dorf wurde erstmals im Jahr 1321 erwähnt. Im 15. Jahrhundert wurde es als Wendisch Trechow bezeichnet. 

## Sehenswürdigkeiten

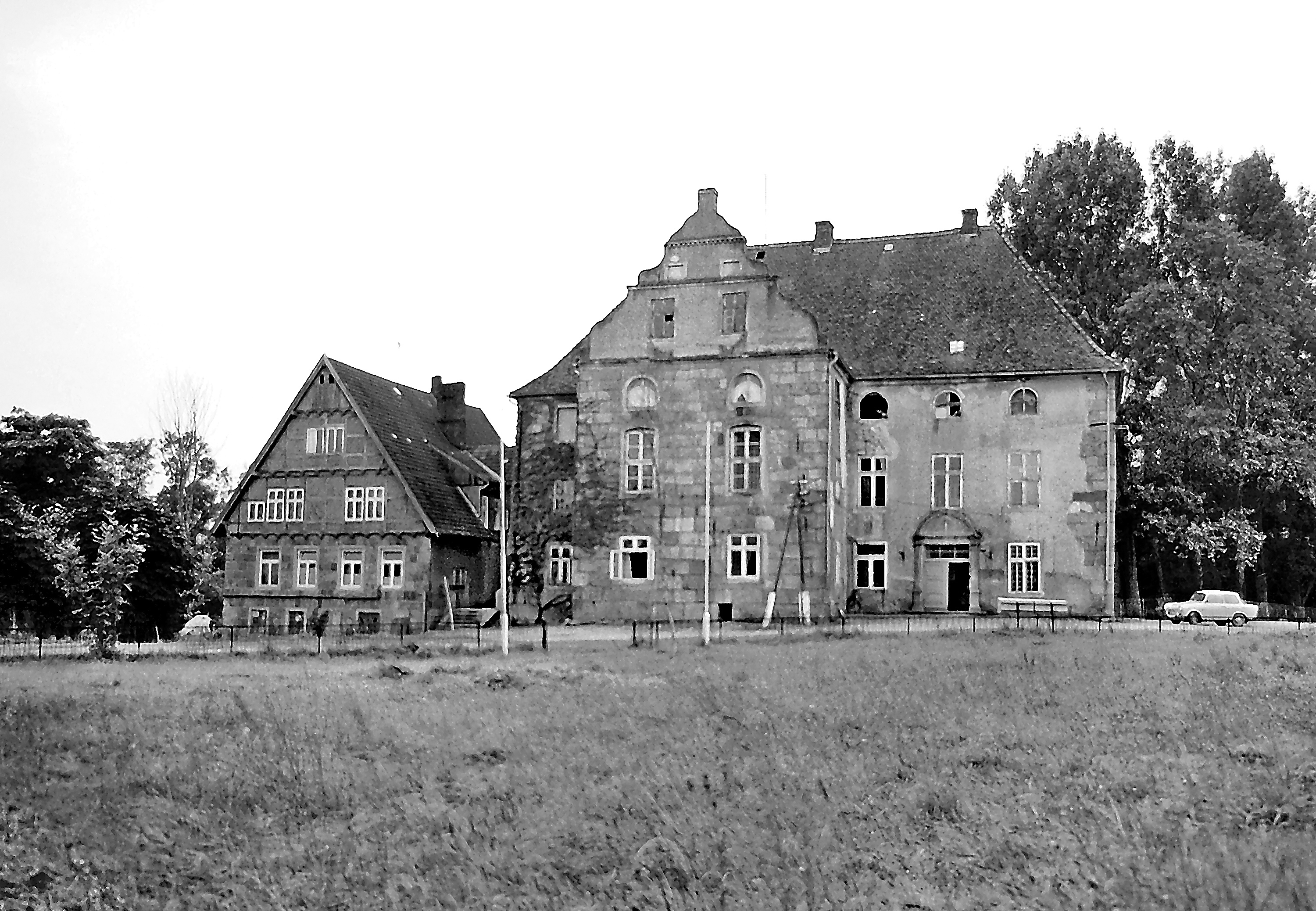
Kurzen Trechow: Schloss Trechow (ehemals Burg Trechow)

Das ehemalige Herrenhaus Burg Trechow wurde  im Renaissancestil errichtet. 

## Söhne und Töchter
- Heinrich Friedrich Dietrich Sigismund von Horn (1806–1883), preußischer Generalleutnant
- Josias von Plüskow (1815–1894), Rittergutsbesitzer und Landrat
- Hennecke von Plessen (1894–1968), Rittmeister a. D., Großgrundbesitzer und Gauwirtschaftsberater der NSDAP in Mecklenburg